# يزيد القحطاني
يزيد أحمد القحطاني مواليد 2 نوفمبر 2002، هو لاعب كرة قدم سعودي.

## مسيرة اللاعب
لعب في الفئات السنية في نادي الاتفاق و لعب بعدها مع نادي النور.